# 科貝克群島
67°26′S 60°58′E / 67.433°S 60.967°E
科貝克群島（英語：Colbeck Archipelago）是南極洲的群島，位於麥克羅伯特森地的泰勒冰川東面，處於伯德角西北面1英里，在1930年1月被發現，托爾芬群島在該群島以北4英里。